# 乃が美

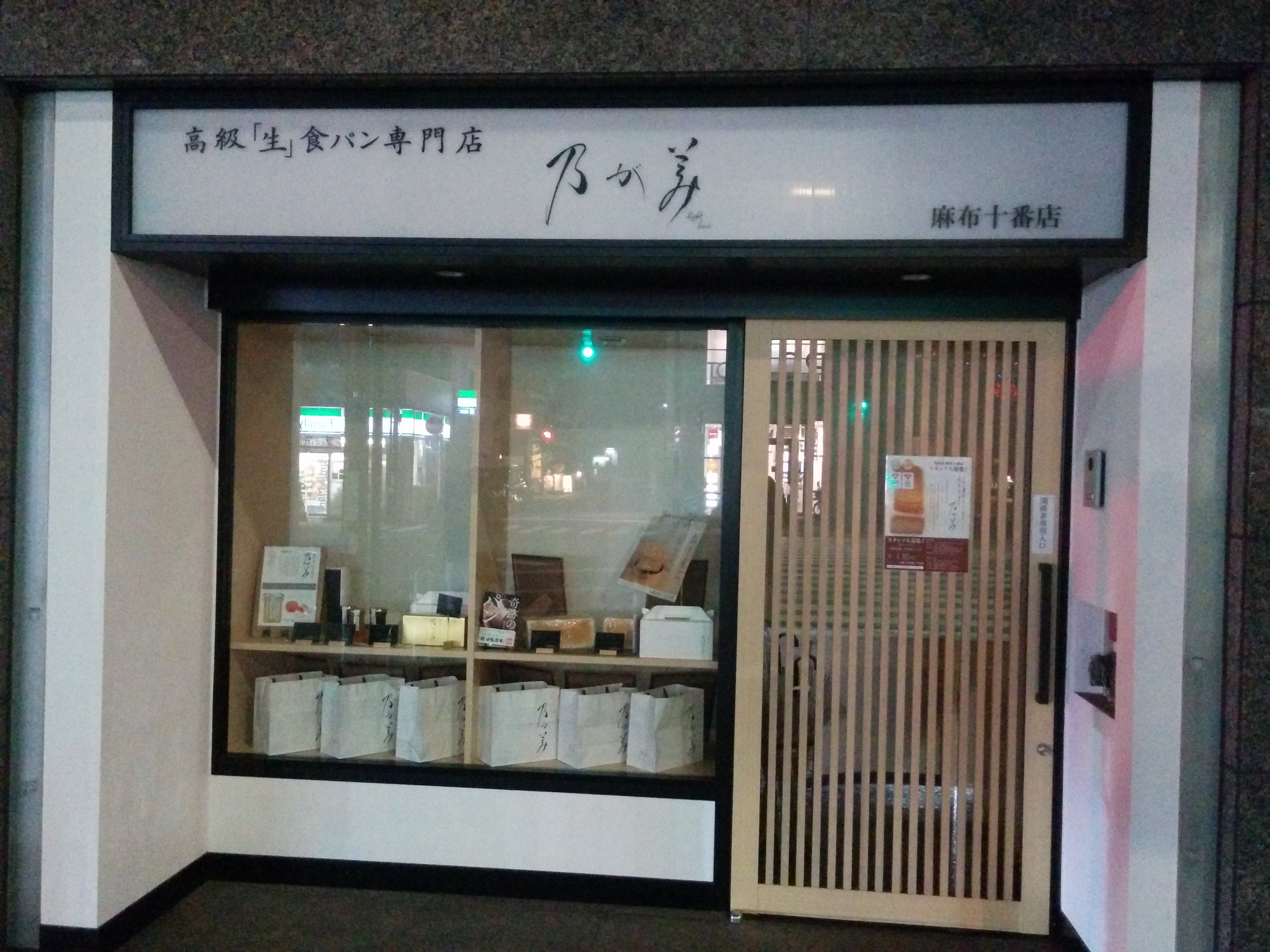
麻布十番店

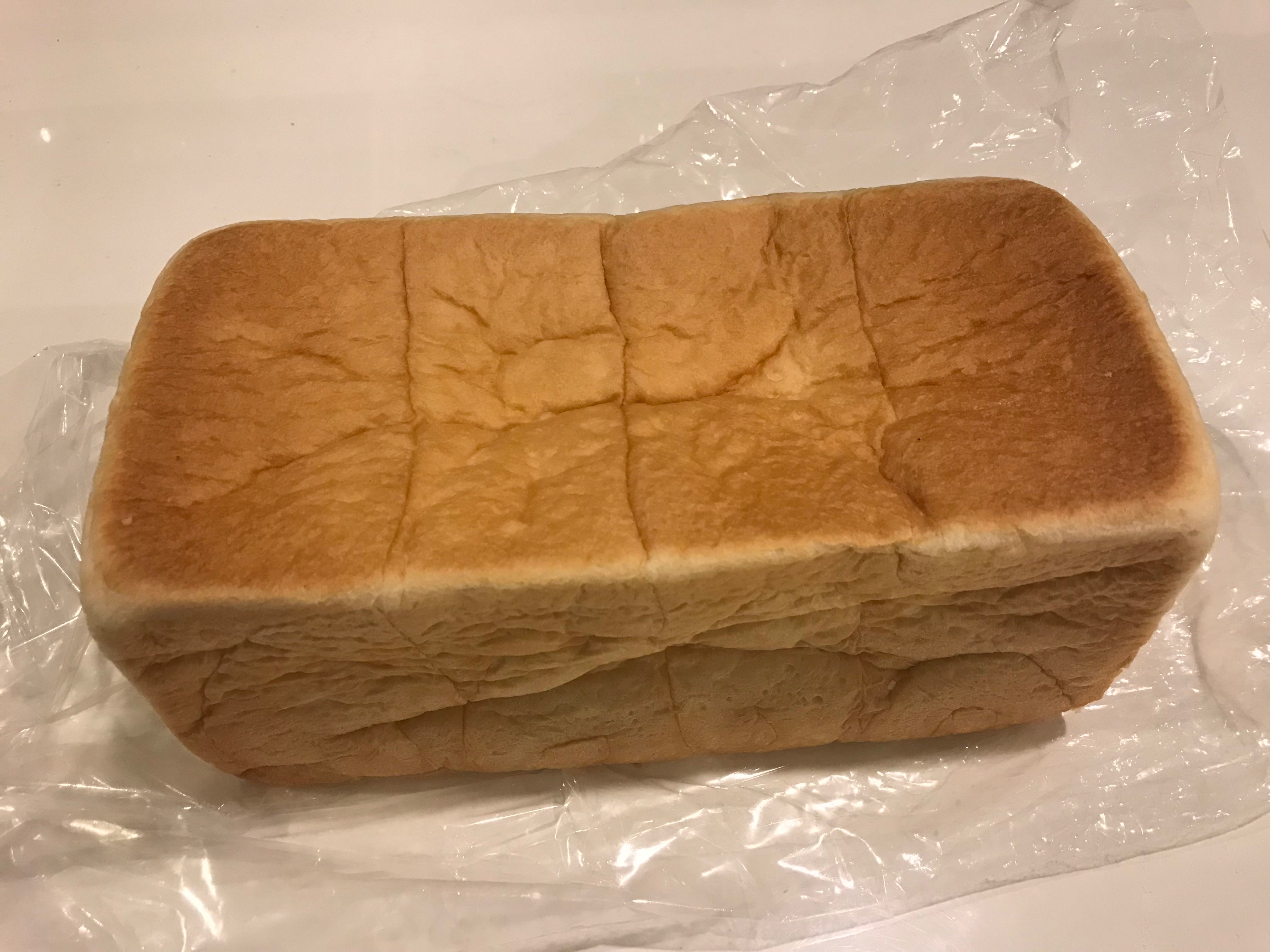
乃が美の食パン

乃が美（のがみ）は、株式会社乃が美が日本で展開している食パンの専門店である。

## 概要
卵を一切使わず、カナダ産100%の小麦を使用し、トーストせずに美味しく食べられる食パンを製造し販売している。販売価格は普通の食パンよりも高価で、高級食パンとされている。2013年、大阪府に総本店をオープンし、以後全国各地に直営店や販売店を展開している。
乃が美の店舗で売られているのは食パンがメインで、食パンの味は1種類のみ。サイズ別で販売がされている。食パン用のジャムも販売されており、これは乃が美のパンに合うように甘さを控えめに作られている。
乃が美の"乃"はすなわち、まさしくの意味があり、"美"はおいしい、感動を意味している。
生食パンの"生"は、「そのまま食べてもおいしくて、耳までふんわり口どけの良いパン。」を意味している。類似品対策として2015年に「高級「生」食パン」を商標登録している。

## 歴史

### 高級「生」食パンの誕生
乃が美の「生食パン」が誕生したきっかけは、乃が美代表である阪上雄司と高齢者との交流であった。代表の阪上は2007年から大阪プロレスの会長を務めており、老人ホームへの慰問活動の中で、高齢者の楽しみは食べることと笑うことであることに気付き、高齢者の朝食はパンが多いが、パンの耳は硬くて食べにくいと感じていることを知ったという。食パンの耳を残す入所者が多いことにも着目をした。また、子供が卵アレルギーで卵不使用のパサパサのパンを食べていたこともあり、これらの背景から子供から高齢者まで喜んでもらえる耳までやわらかいおいしいパンを作ることをひらめいたという。阪上は長年飲食店経営の経験もあり、やわらかくて甘いものは流行るという傾向を自身の経験から掴んだが、パン作りに関しては全く未経験で、理想のパンが完成するのに2年の月日を要した。パン職人は最初から雇わず、独自に材料選定や焼き時間、こね方、こねる時間などを試行錯誤したという。

### 創業から全国各地の地方へ展開
2013年10月2日、大阪府の上本町に総本店を創業。オープン初日はわずか30本しか売れないという厳しい結果だったという。オープン当初から自ら高級を謳っていたことや、800円という食パンの価格設定から、「800円のパンなんか誰が買うのか」と、客や身内からも突っ込まれたという。そんな状況の中でも商品力を売りに営業を続け、徐々に客足は伸び、口コミ等でも知れ渡り、行列ができる店として店舗は成長していった。西日本から徐々に店舗を増やしていき、その後東日本へと続き、日本各地へと店舗を展開。2013年の創業から5年間で100店以上の店舗を増やし、2018年には全店で100億円の売り上げを達成した。
乃が美の店舗の大半は、裏路地に立地しているのが特徴である。大阪府の上本町にある総本店も駅前ではなく、路地を入った場所に位置している。家賃が安いことのほか、本当にうまいものがある老舗には立地が悪くても人が来るという信念からである。行列の人だかりを道行く人が見えるような場所を狙って建てられた店舗も多い。なお、約230店舗のうち大半がフランチャイズ店である。

### 東京都への進出から全都道府県での販売
創業以来、全国各地へと乃が美の店舗を展開していったが、日本の首都である東京での出店はない状況が続いていた。「東京で流行っても、地方に出るとダメになるケースがほとんど。」「激戦区の東京で失敗してしまうとブランドが傷ついてしまう。」と代表の阪上は感じており、東京での出店は後回しの状況が続いていた。その結果、東京出店前は「東京人だけが知らなかった、行列のできる人気食パン」などとネットなどでも特集されていた。この点に関し、阪上は「東京に進出しなくても、全国に知られた。」とリアクションしている。2018年11月、麻布十番に出店し東京初出店となったが、これは全国47都道府県の中で46番目となった。その後、2019年に秋田県での出店が予定され、47全都道府県で販売されることとなる。
しかし2022年末ごろから閉店する店舗が相次ぎ、2023年現在は三重県、滋賀県、香川県など、店舗のない都道府県も多数存在する。

## 商品の特徴
乃が美の食パンの特長はパンの耳まで柔らかく、甘い点が挙げられる。タブーとされた腰折れ（パンの側面が内側に凹むこと）寸前のギリギリの柔らかさに仕上げている。カナダ産の最高級小麦を始め、材料は全て高級食材を使っているが、これらの組み合わせが重要とされ、1つでも違う材料に変えたら同じものはできず、いつもの材料であってもたまたまコンディションが違っていたりするとうまく焼きあがらないこともあるという。また、パンを買い1日置くことで、美味しさがまた増すという。
パンの管理も徹底し、各店舗で月に1回の頻度で本店にパンを送らせ、味にぶれがないかをチェックしている。
土産としても利用してもらう趣旨から、老舗の和菓子屋のような紙袋を採用している。

## 主な受賞
- パン・オブ・ザ・イヤー金賞（2016年）[17]
- Yahoo! 検索大賞2017食品部門賞（2017年）[17]
- Yahoo! 検索大賞2018食品部門賞（2018年）[17]

## 提供番組
- サタデープラス（毎日放送系列全国ネット）